# Gastón Colmán
Gastón Colmán, vollständiger Name Heber Gastón Colmán Leguisamo, (* 4. April 1989 in Tacuarembó) ist ein uruguayischer Fußballspieler.

## Karriere
Der 1,83 Meter große Offensivakteur Colmán stand mindestens in der Clausura 2009 bei Olimpia Asunción in Paraguay unter Vertrag und absolvierte dort drei Partien (kein Tor) in der Primera División. In der Saison 2010/11 spielte er für den seinerzeitigen Erstligisten Tacuarembó FC. Bei den Norduruguayern lief er in jener Saison in 13 Begegnungen der Primera División auf und traf fünfmal ins gegnerische Tor. Auch in der Spielzeit 2013/14 gehörte er dem Klub aus Tacuarembó an und trug mit acht Toren bei 25 Einsätzen zum Meisterschaftsgewinn in der Segunda División und dem Aufstieg in die Primera División bei. Zur Apertura 2014 schloss er sich dem Erstligisten Sud América an. In der Spielzeit 2014/15 stehen dort 25 Erstligaeinsätze (sechs Tore) für ihn zu Buche. Es folgten 15 weitere Erstligaeinsätze und fünf Tore in der Apertura 2015. Im Januar 2016 wechselte er auf Leihbasis zu Atlético Rafaela. Für die Argentinier absolvierte er neun Erstligapartien (kein Tor). Zunächst wurde vermeldet, er setze seine Karriere ab Juli 2016 bei Sportivo Las Parejas fort. Allerdings wird er bereits spätestens ab August 2016 wieder im Kader bei Sud América geführt. Für den uruguayischen Klub bestritt er in der Saison 2016 13 Erstligaspiele und schoss zwei Tore.

## Erfolge
- Meister der Segunda División (Uruguay): 2013/14